# YAH!YAH!YAH! HELLO SCANDAL
《YAH!YAH!YAH! HELLO SCANDAL》是日本女子樂團SCANDAL的獨立製作迷你專輯，於2008年8月8日由Kitty Right & Entertainment發行。

## 概要
樂團在獨立音樂時期最後的發行作品。儘管Oricon公信榜並未進榜，但於TOWER RECORDS的J-POP、專輯部門排名第三，並在3月至北美、7月到法國、8月造訪香港演出，使SCANDAL的知名度得以擴展至海外。。
本作被評為「搖滾樂團以令人振奮又可愛的方式呈現音樂，聲音聽起來地適度地些許粗糙也是魅力之一。」。

## 收錄曲目
1. 戀愛的果實
作詞：TOMOMI　作曲・編曲：MASTERWORKS
2. Space Ranger
作詞：TOMOMI、HARUNA　作曲：下畑良介　編曲：下畑良介、MASTERWORKS
3. 戀模樣
作詞：HARUNA　作曲・編曲：MASTERWORKS
4. 蜉蝣 (album mix)
作詞：TOMOMI、MASTERWORKS　作曲・編曲：Jin Nakamura